# Irma Alvarez Ccoscco
Irma Álvarez Ccoscco (Haquira, Perú) es una poeta Quechua, educadora y activista digital.

## Activismo Lingüístico
El activismo lingüístico de Alvarez Ccoscco se enfoca en el uso y desarrollo de software para el quechua. En Perú y los Estados Unidos ella ha estado involucrada en proyectos sobre el uso de quechua y otras lenguas indígenas para radio, decolonización de software y programadores.
En 2014, Alvarez Ccoscco ha sido becaria del programa de liderazgo artístico del Museo Nacional de los Indios Americanos en Washington D. C.

## Obra
- Runasimipi Qillqaspa (Smithsonian Institution, 2019)[9]